# Жучківці
Жу́чківці — село в Україні, у Гвардійській сільській територіальній громаді Хмельницького району Хмельницької області. Населення становить 395 осіб.
Перша згадка про село Жучківці припадає на XVI ст. Назва села походить від першого поселення на території села на прізвисько Жучок, звідси — Жучки, пізніше — Жучківці.
Село Жучківці розташоване у верхів'ї річки Смотрич, притоки річки Дністер . Рельєф горбистий, ґрунти в основному чорноземні, а на значній частині суглинясті.
У 1895 році в селі побудовано Свято-Михайлівська православна церква.
У 1905 році Жучківці належали Журавському. У листопаді 1917 року жителі села розгромили маєток Журавського, а майно поділити між собою. Двоповерховий панський будинок зберігся до даного часу в занедбаному стані.

## Галерея

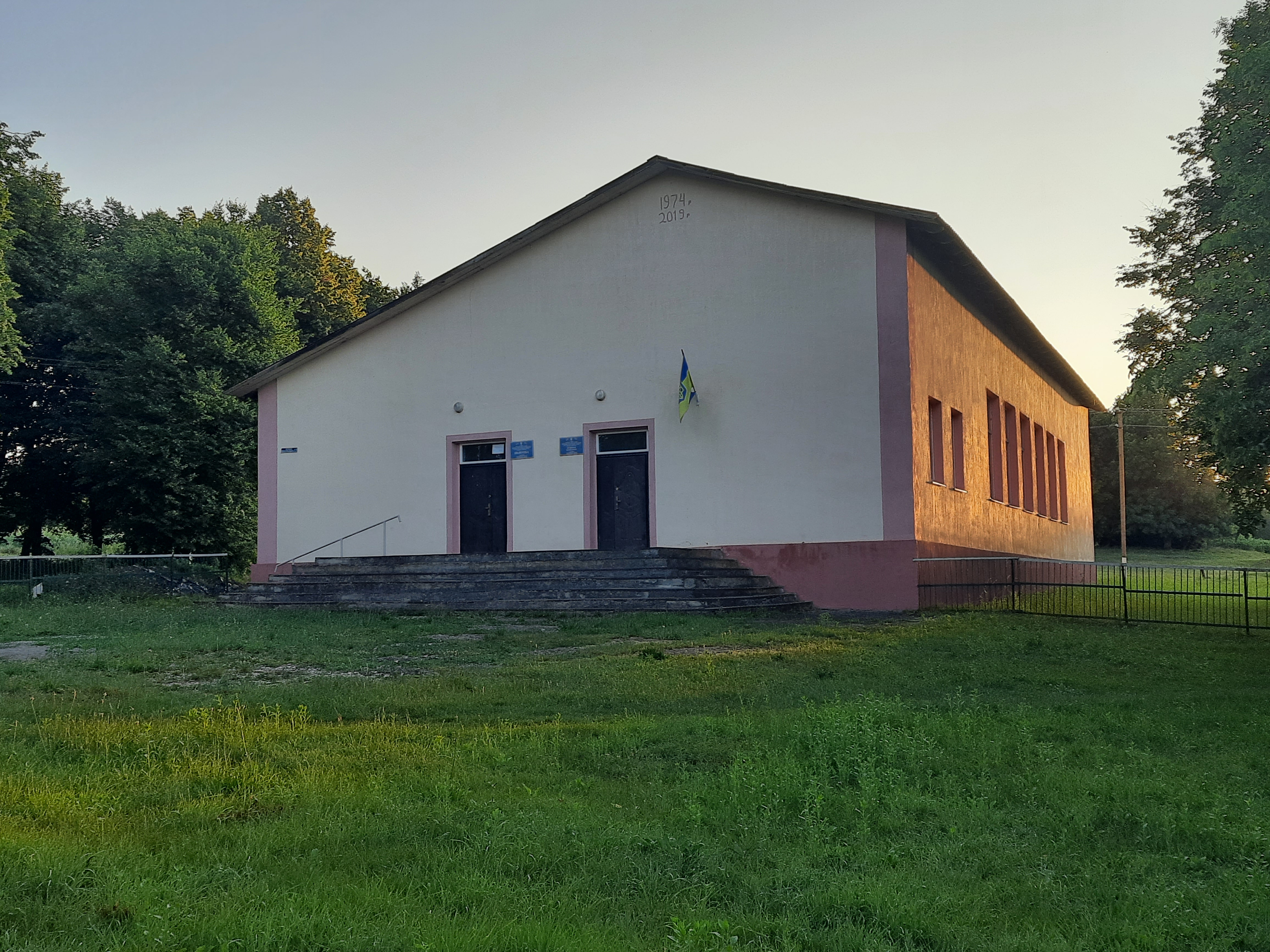
Клуб
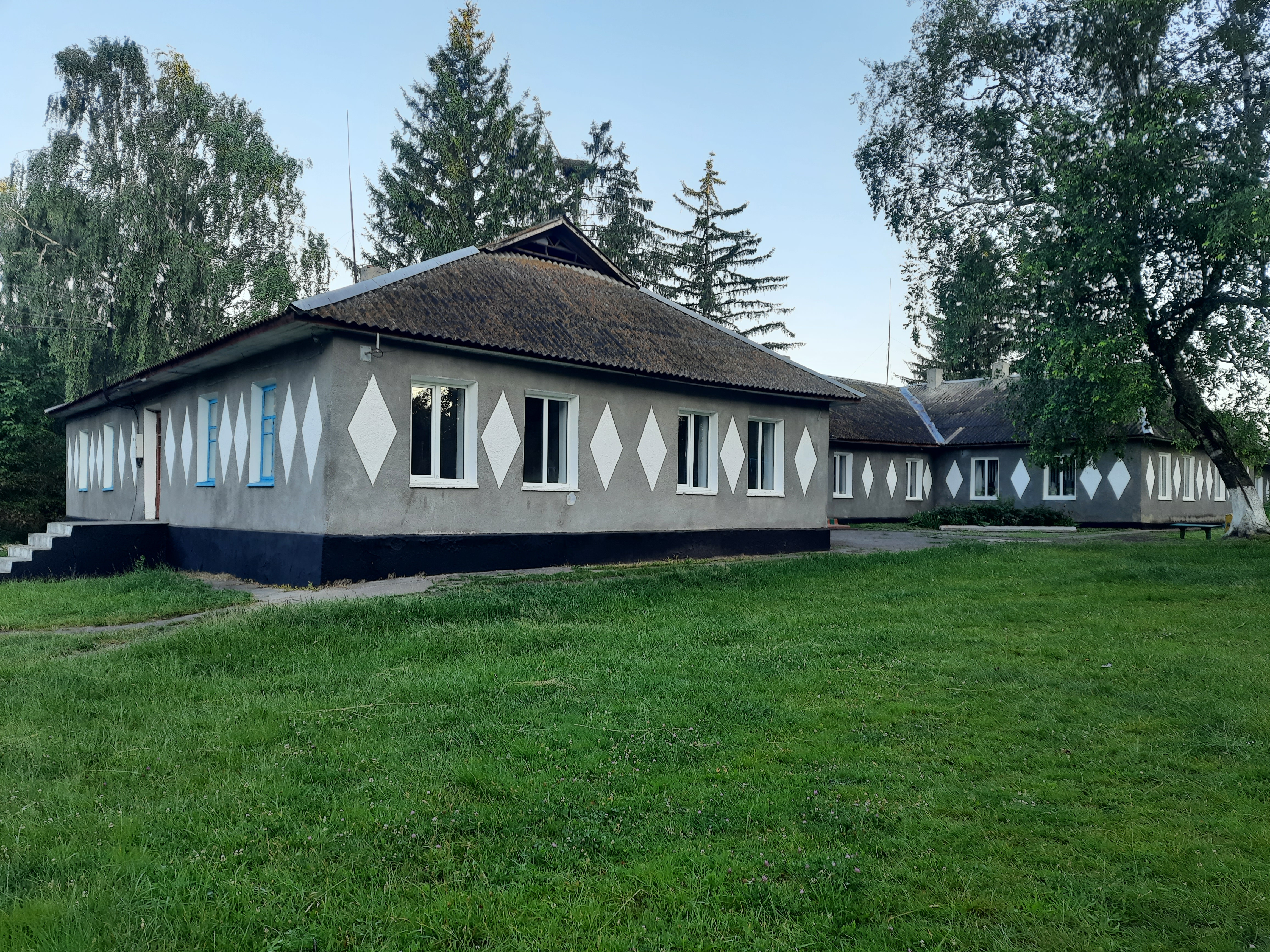
Школа
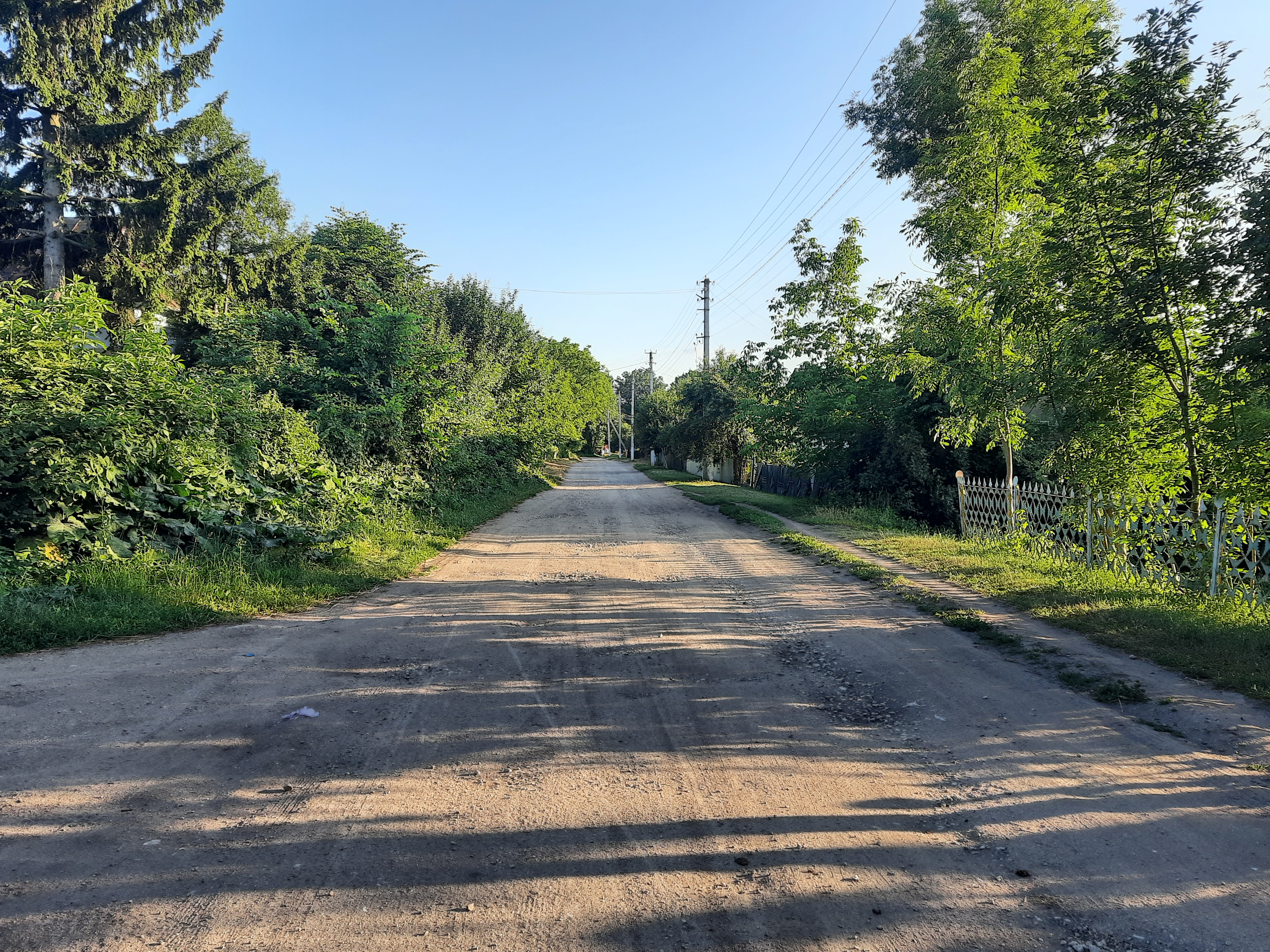
Сільська вулиця
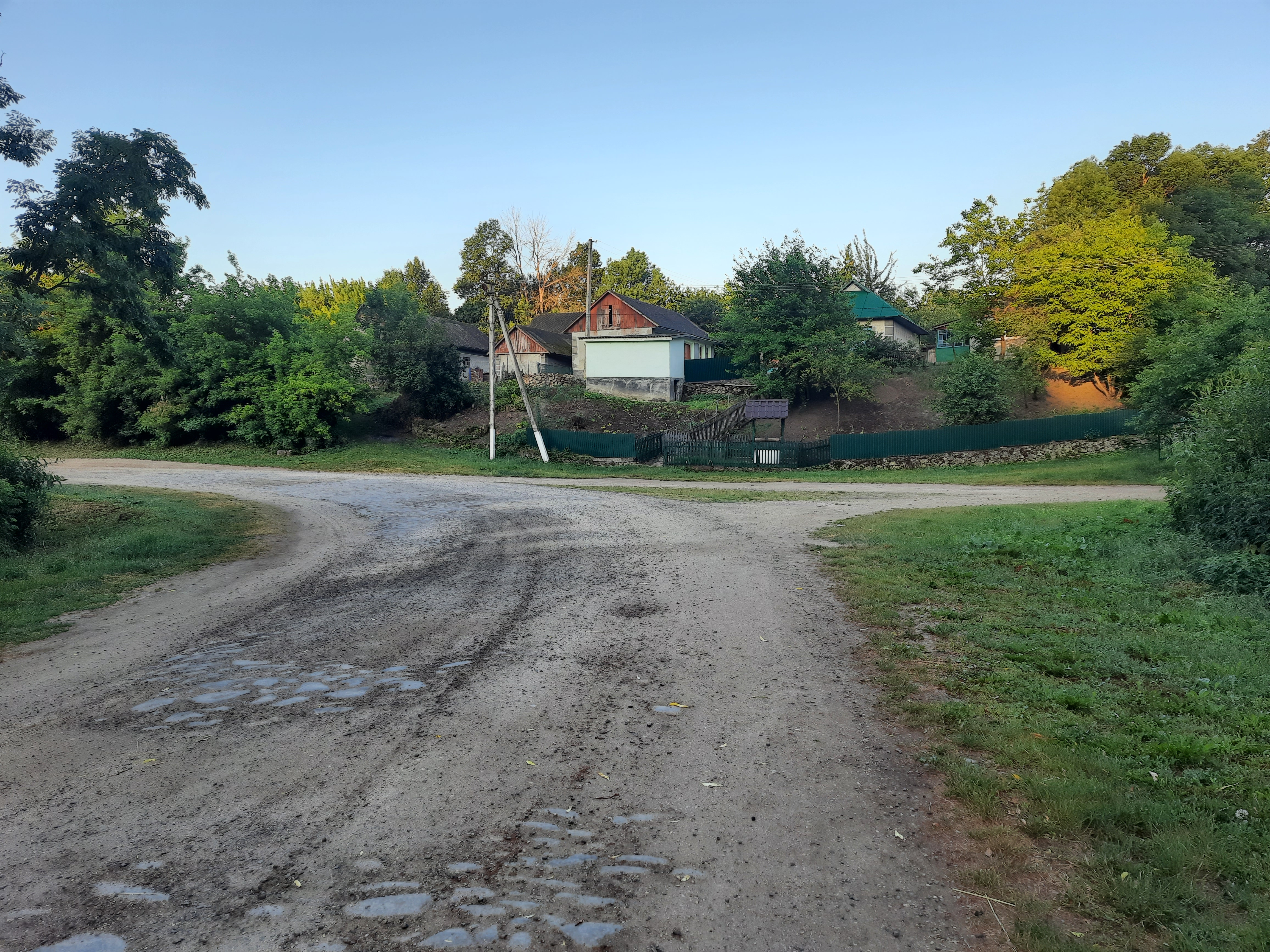
Сільський пейзаж
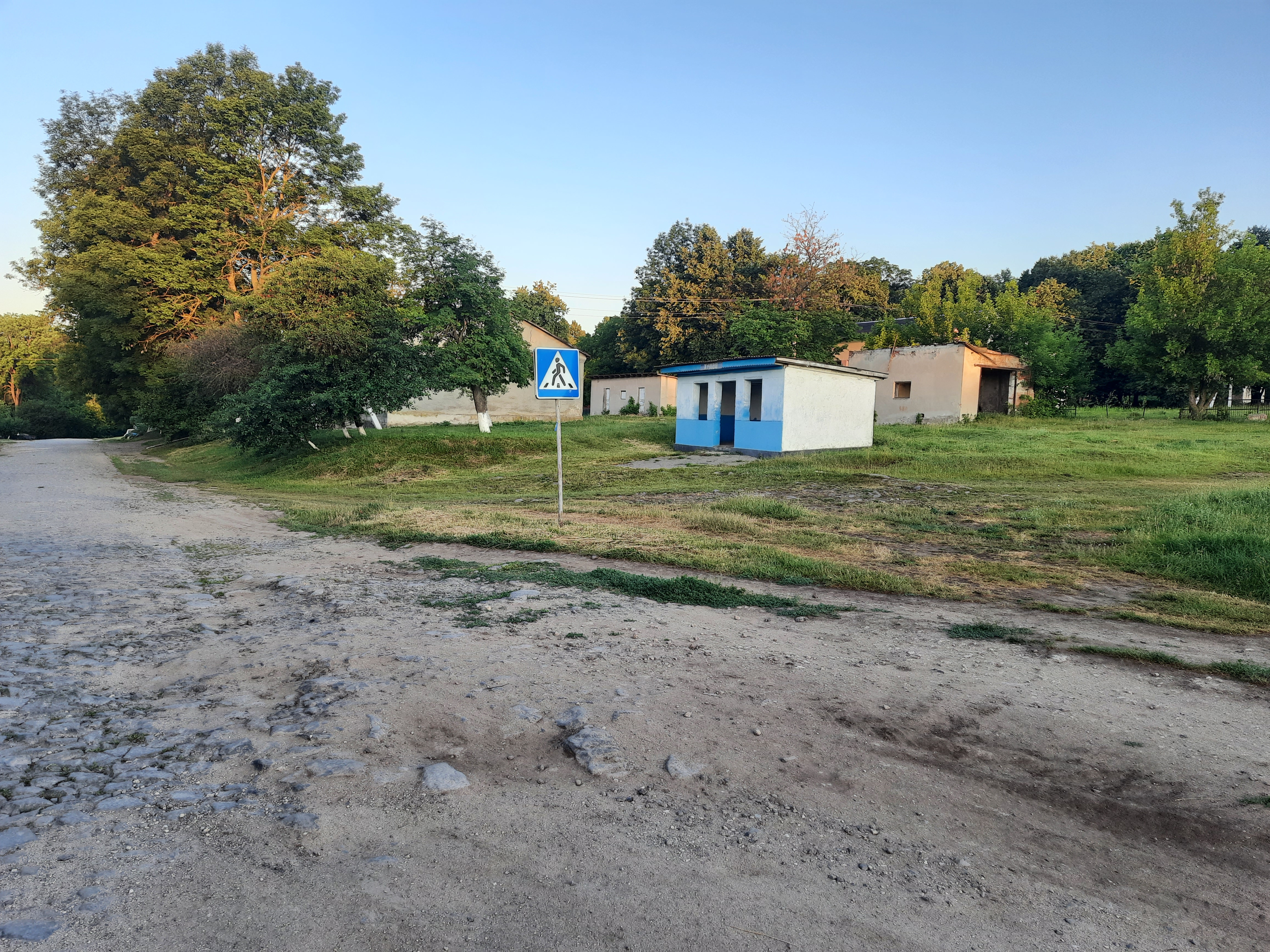
Автобусна зупинка
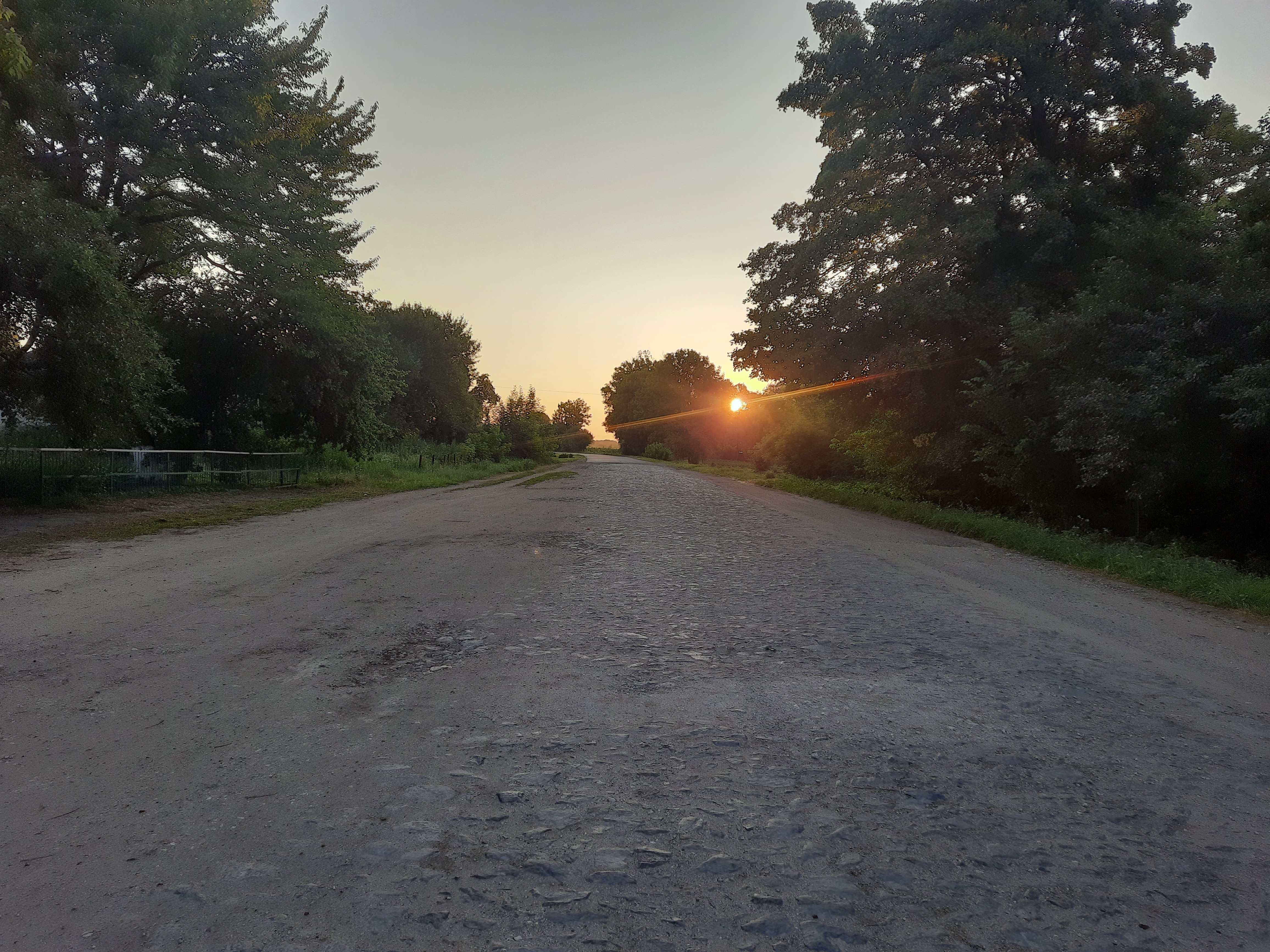
Над Жучківцями сходить сонце
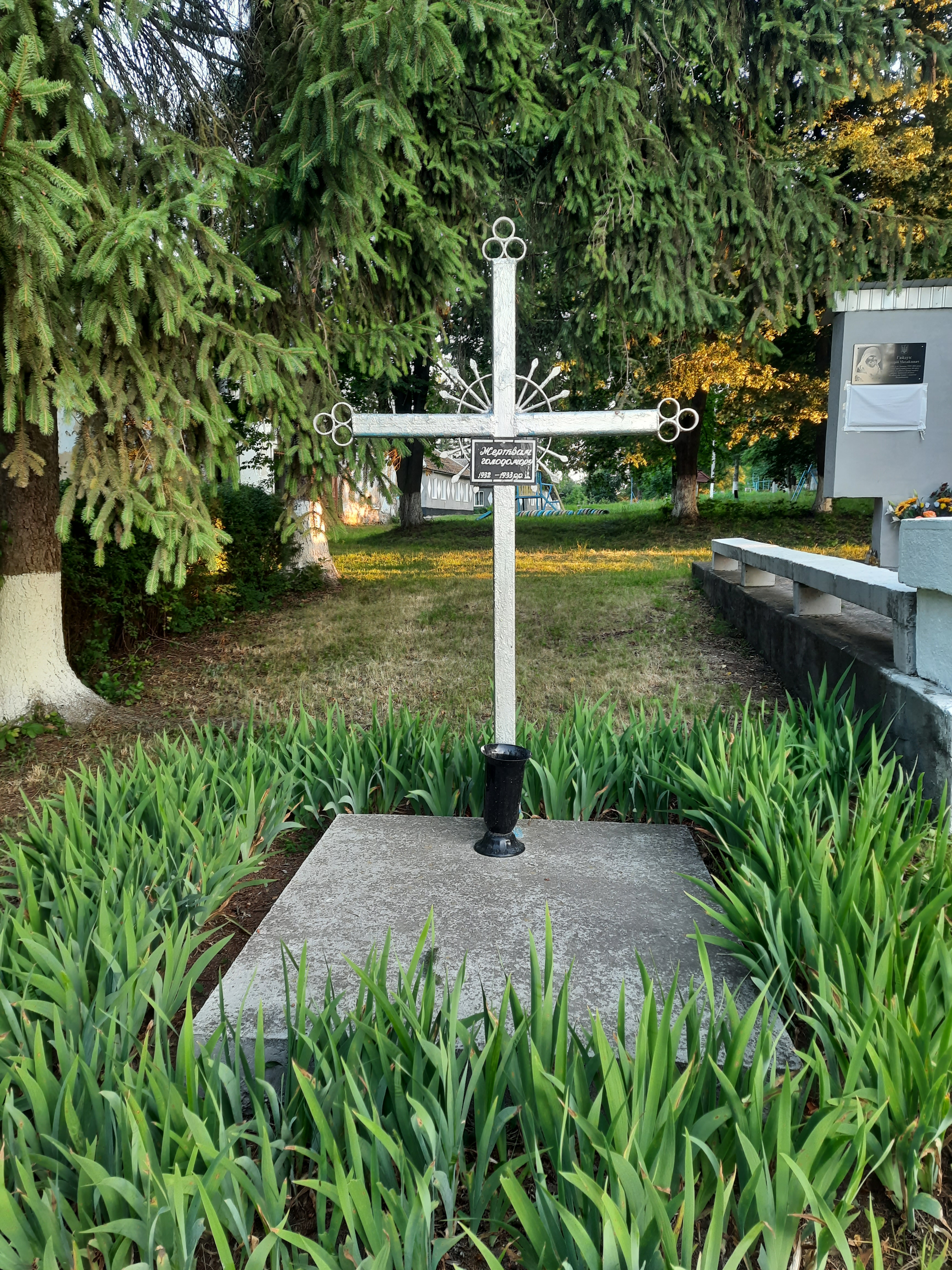
Пам'ятний знак жертвам голодомору
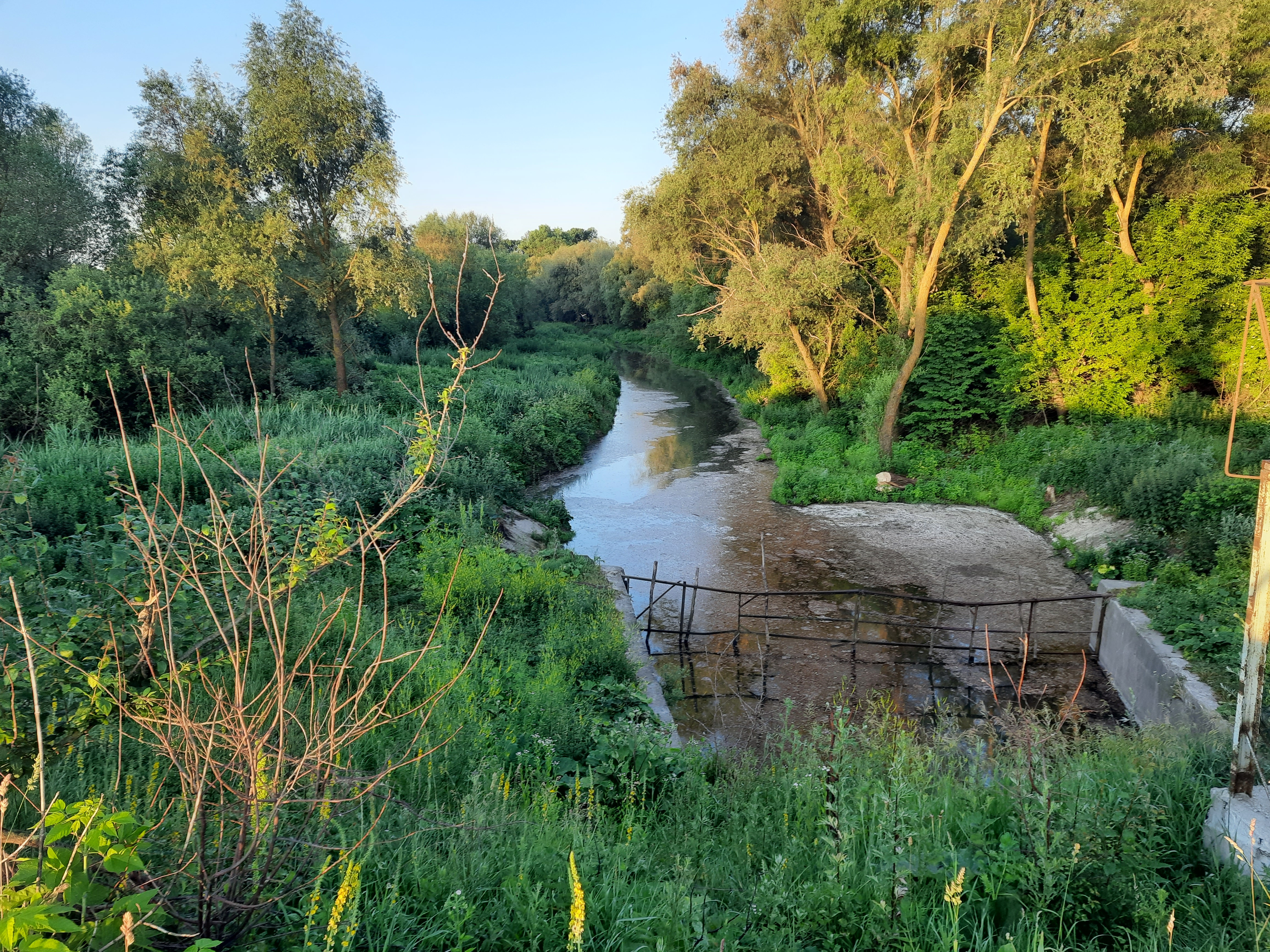
Річка Смотрич біля села
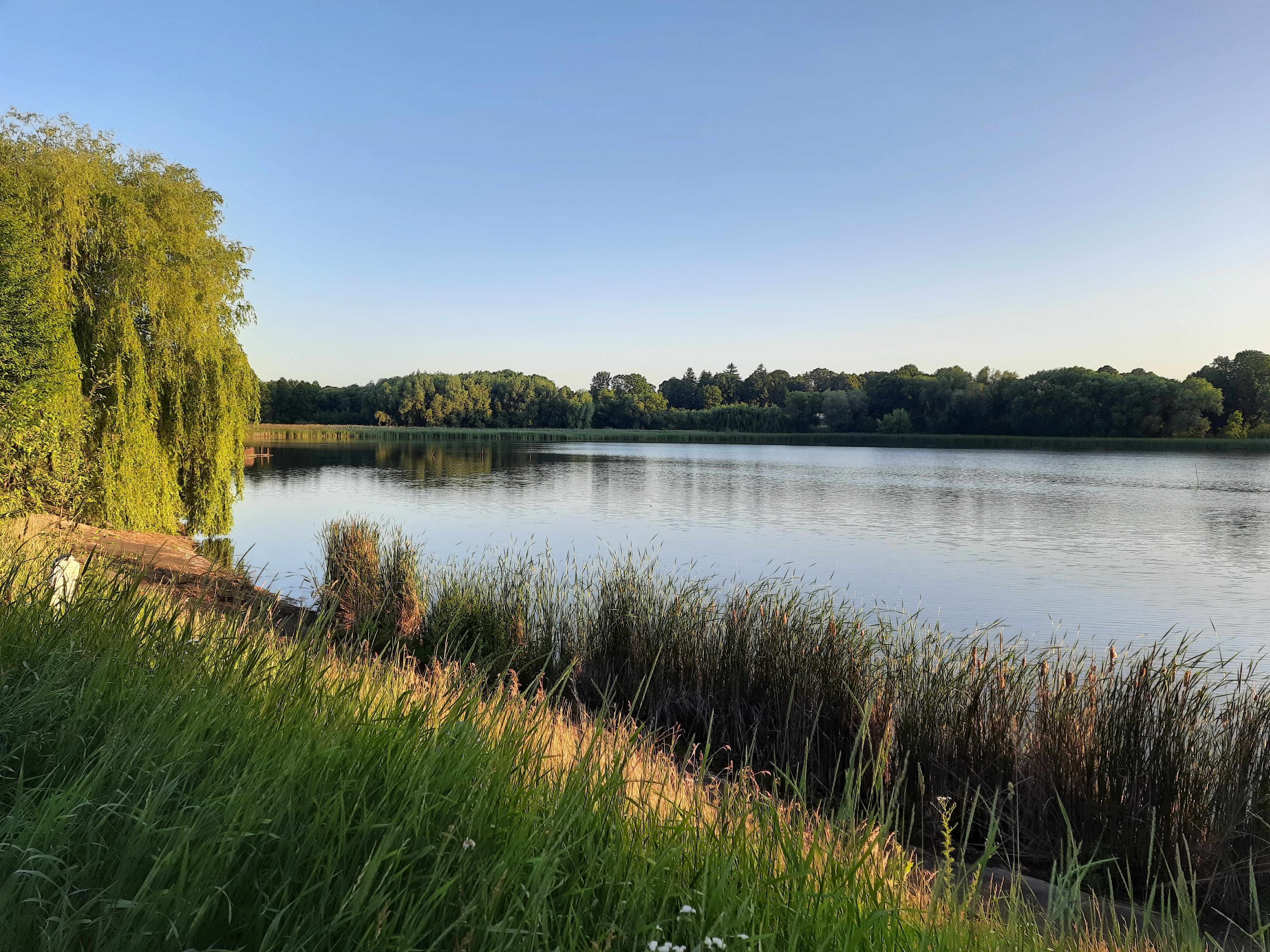
Став біля села